# Nagroda Polskiego PEN Clubu im. Ksawerego Pruszyńskiego
Nagroda Polskiego PEN Clubu im. Ksawerego Pruszyńskiego – polska nagroda literacka przyznawana od 1988 przez polską sekcję PEN Clubu za reportaż literacki, opowiadania i literacką eseistykę. Ufundowana przez Mieczysława Pruszyńskiego dla upamiętnienia twórczości Ksawerego Pruszyńskiego. Od kilku lat nagroda nosi nazwę Nagroda Polskiego PEN Clubu im. Ksawerego, Mieczysława i Erazma Pruszyńskich.

Wyróżnienie to trafia do publicystów, którzy w swej twórczości szukają prawdy, wykazują mądrość i wyobraźnię polityczną, odwagę, uczciwość i dociekliwość spojrzenia.

## Lista laureatów
- 1988: Jacek Woźniakowski, Tadeusz Chrzanowski, Ryszard Kapuściński, Włodzimierz Paźniewski, Jacek Żakowski
- 1989: Jan Józef Szczepański, Kazimierz Dziewanowski, Józef Kuśmierek
- 1990: Jerzy Korczak, Hanna Krall, Ryszard Legutko, Małgorzata Szejnert
- 1991: Teresa Bogucka, Jerzy Eisler, Robert Jarocki, Aleksander Małachowski
- 1992: Leon Bójko, Kazimierz Traciewicz
- 1993: Jerzy Jedlicki, Agata Tuszyńska, Tadeusz Żychiewicz
- 1994: Piotr Matywiecki, Irena Sławińska, Maria Wiernikowska
- 1995: Krzysztof Jasiewicz, Adam Krzemiński, Teresa Prekerowa
- 1996: Roman Graczyk* (odmówił przyjęcia)
- 1997: Stefan Bratkowski
- 1998: Jan Nowak-Jeziorański
- 1999: Janina Paradowska
- 2000: Teresa Torańska
- 2006: Krzysztof Pomian[2]
- 2007: Jerzy Szacki[3]
- 2009: Leopold Unger[4]
- 2010: Wiesław Juszczak[5]
- 2011: Henryk Samsonowicz[6]
- 2012:
- 2013: Wiktoria Śliwowska[7]
- 2014: Maria Poprzęcka[8]
- 2015: Wojciech Jagielski[9]
- 2016: Magdalena Grochowska[10]
- 2017: Ewa Łętowska[11]
- 2018: Aleksandra Hnatiuk[12]
- 2019: Adam Wajrak[13]